# Rushford (Norfolk)
Rushford – wieś w Anglii, w hrabstwie Norfolk, w dystrykcie Breckland. Leży 41 km na południowy zachód od Norwich i 119 km na północny wschód od Londynu.